# Alignement de Kerlescan
L'alignement de Kerlescan est un complexe mégalithique, composé d'un alignement mégalithique et d'une enceinte mégalithique, situé à Carnac, dans le Morbihan en France.

## Localisation
Le site est situé immédiatement à l'ouest du hameau de Kerlescan, le long de la route RD196. L'alignement prolonge celui du Manio, situé à environ 500 m au sud-ouest et est lui-même prolongé par celui du Petit-Ménec, à environ 450 m à l'est.

## Historique
L'alignement est classé au titre des monuments historiques sur la liste de 1889, avec le dolmen voisin situé à moins de 200 m au nord. L'enceinte mégalithique est classée au titre des monuments historiques par arrêté du 11 septembre 1929. Le site a été restauré par Zacharie Le Rouzic en 1934-1935.

## Description

### Enceinte occidentale
Abusivement qualifiée de « cromlech », l'enceinte est de forme rectangulaire (80 m sur 90 m) délimitée par 39 menhirs. Les côtés sud et ouest sont incomplets et de forme légèrement incurvée. Le côté nord ne comporte aucune pierre mais est fermé de fait par le tumulus de Kerlescan. Le côté est comprend une vingtaine de blocs, presque jointifs par endroit, il est pratiquement rectiligne et presque complet, mais il a été restauré.

### Alignement
De tous les alignements de Carnac, c'est celui dont l'environnement a été le mieux préservé bien que quelques pierres soient manquantes.

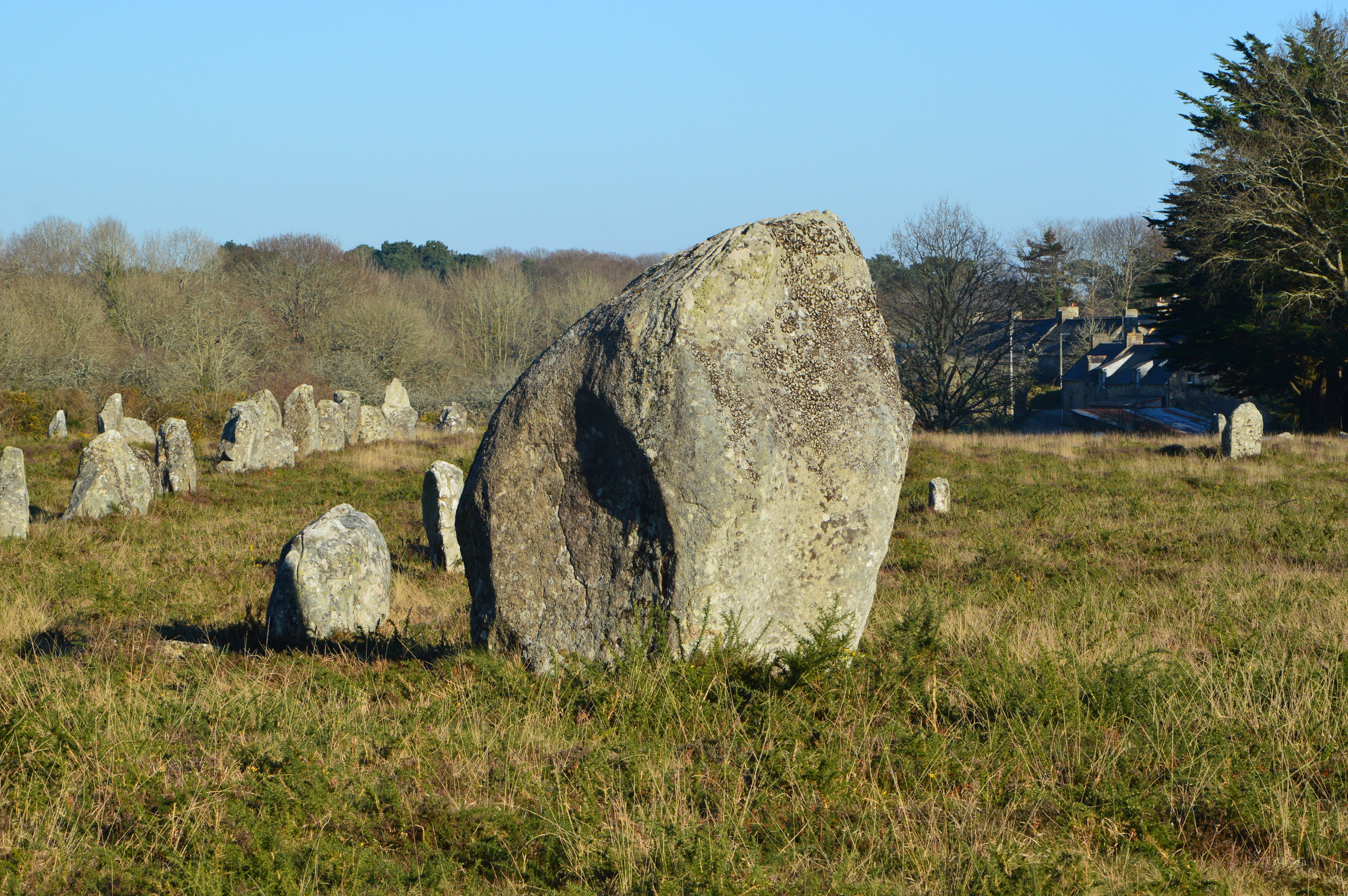
Menhir de l'alignement avec vasque prémégalithique et cannelures postmégalithiques.

Le Rouzic y avait recensé 540 menhirs, mais les derniers comptages réalisés en recensent moins de 300. Les menhirs sont disposés selon 13 files globalement orientées est-sud-est/ouest-nord-ouest (N 100-120°) alors que les alignements voisins du Menec et de Kermario sont orientés ouest-sud-ouest/est-nord-est (N 50-75°). Côté ouest, les files de menhirs sont réparties sur 140 m de largeur mais les files se réduisent en nombre et en largeur progressivement vers l'est : à 200 m de l'extrémité occidentale, il ne demeure plus que 9 files sur 70 m de largeur. Les files ne sont pas parallèles. Les files septentrionales sont sub-parallèles, avec deux files pratiquement parallèles nettement plus régulières avec des menhirs disposés de manière plus rapprochée qui semblent dessiner comme « une allée » se dirigeant vers l'angle nord-est de l'enceinte voisine, alors que les files méridionales sont clairement convergentes vers l'est.
Tous les pierres sont en granite à grain fin d'origine locale. Les menhirs mesurent pour la plupart de 1 à 2 m de hauteur mais les plus grands atteignent jusqu'à 3,50 m de hauteur. Ils sont souvent de forme plate et plus du tiers d'entre eux comportent deux faces parallèles supérieures au double de leur épaisseur. Cette morphologie résulte des propriétés inhérentes au gisement local. L'étude des traces de météorisation sur les menhirs a permis de montrer que plusieurs d'entre eux n'ont pas été restaurés de manière satisfaisante car ils présentent sur les côtés des marques d'érosion caractéristiques des sommets
Les menhirs les plus hauts sont dressés à proximité de l'enceinte et la hauteur moyenne des blocs décroît en s'éloignant vers l'est jusqu'à tomber à moins 1 m de hauteur à l'extrémité orientale de l'alignement. Dans le même temps, les files s'étirant sur un dénivelé positif de 6 à 7 m entre les extrémités est et ouest du site, pour un observateur qui serait placé à l'extrémité orientale du site, l'ensemble des files donnent ainsi l'impression « de monter vers » l'enceinte occidentale.

## Mobilier archéologique
Selon Le Rouzic, plusieurs haches polies et quelques pointes de flèche à pédoncule et ailerons, ainsi que de nombreux éclats de silex, ont été recueillis à la surface du site.